# Detroit (Texas)
Pour les articles homonymes, voir Detroit.
La ville américaine de Detroit est située dans le comté de Red River, dans l’État du Texas. Elle comptait 732 habitants lors du recensement de 2010.

## Personnalités liées à la ville
- John Nance Garner, le 32e vice-président des États-Unis, est né à Detroit.
- Lisa Baker, mannequin, Playmate de l'Année 1967, est née à Detroit en 1944.

## Source
- (en) Cet article est partiellement ou en totalité issu de l’article de Wikipédia en anglais intitulé « Detroit, Texas » (voir la liste des auteurs).